# Killing Them Softly
Killing Them Softly (bra: O Homem da Máfia) é um filme policial estadunidense de 2012 dirigido por Andrew Dominik e protagonizado por Brad Pitt, baseada na obra de 1974, Cogan's Trade de George V. Higgins. Em 22 de maio de 2012, o filme foi nomeado na competição anual francesa Palma de Ouro.

## Elenco
- Brad Pitt - Jackie Cogan
- Scoot McNairy - Frankie
- Ben Mendelsohn - Russell
- James Gandolfini - Mickey
- Ray Liotta - Markie Trattman
- Richard Jenkins - Driver
- Sam Shepard - Dillon
- Slaine - Kenny Gill
- Vincent Curatola - Johnny Amato
- Max Casella - Barry Caprio
- Trevor Long - Steve Caprio

## Prêmios e indicações
| Prêmio                    | Categoria  | Indicado       | Resultado |
| ------------------------- | ---------- | -------------- | --------- |
| 65th Cannes Film Festival | Palme d'Or | Andrew Dominik | Indicado  |